# Zompzwin
Het Zompzwin,  ook wel het Zwarte Water, is een fictieve plaats in de avonturen van Tom Poes. Het ligt ongeveer 40 km ten oosten van Rommeldam, in de Zwarte Bergen. 
In De andere wereld gooit Kwetal, op aanraden van Lut Lierelij, zijn oloroon, waarmee hij al twaalf jaar loopt te slepen, met tegenzin in het water van het Zompzwin.
De oloroon of ruimtehevelaar is een fictief apparaat van Kwetal dat toegang kan geven tot een ander (parallel) universum. De oloroon werkt niet goed, omdat hij drie dagen achter loopt.
Nadat Kwetal de oloroon in het Zompzwin had gegooid, stegen er dampen op boven het water en ontstonden er gevaarlijke stromingen. Achter het Zompzwin lag het het vulkanische land Apoka, dat bezig was te vergaan, waardoor er een vluchtelingenstroom op gang kwam. Wammes Waggel was de veerman over het Zompzwin. Hij zorgde voor het vervoer van de vluchtelingen uit Apoka. Nadat de oloroon door Kwetal weer uit het water was gehaald, verdwenen de stromingen en de nevel boven het Zompzwin. De inwoners van Apoka waren daarvoor als overgezet door Wammes Waggel.